# Minami-Alps
Minami-Alps (jap. 南アルプス市, Minami-arupusu-shi, dt. Südalpen-Stadt) ist eine Stadt in den Japanischen Südalpen in der Präfektur Yamanashi in Japan.

## Geographie
Minami-Alps liegt westlich von Kōfu.

## Geschichte
Minami-Alps wurde am 1. April 2003 gegründet. Eine ihrer Vorgänger war die Stadt Kushigata.

## Verkehr
- Straße:
  - Chūbu-Ōdan-Autobahn
  - Nationalstraße 54,140

## Städtepartnerschaften

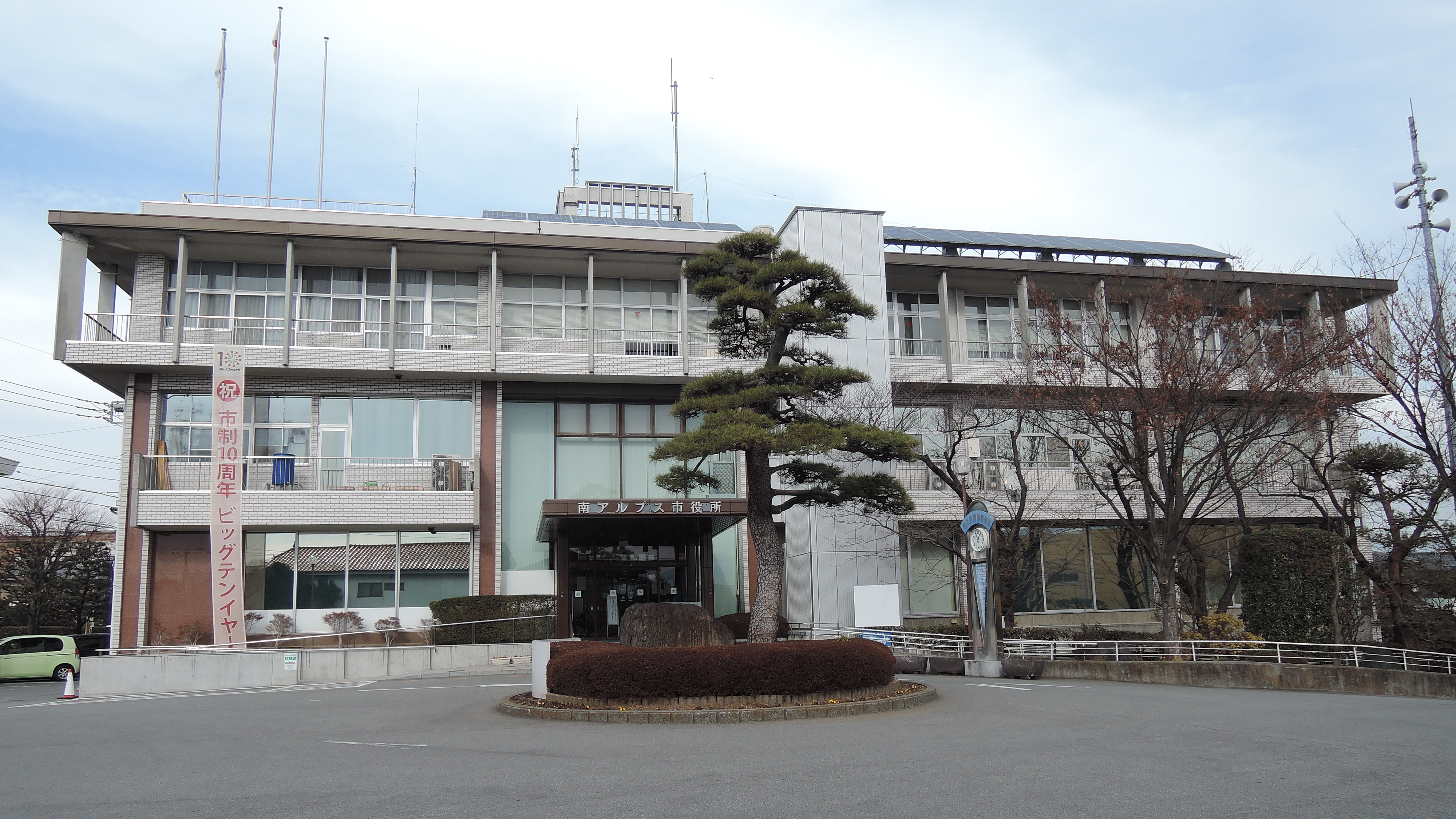
Rathaus

Minami-Alps unterhält die folgenden Städtepartnerschaften:
- Marshalltown, Iowa, USA
- Winterset, Iowa, USA (seit November 2003)
- Ogasawara (Tokio), Tokio, Japan (seit Juni 1988 mit der Stadt Kushigata)
- Tsubetsu, Hokkaidō, Japan (seit Oktober 1994 mit der Stadt Kushigata)
- Tsujiangyan, Szechuan, VR China (seit Juni 1994)

## Angrenzende Städte und Gemeinden
- Präfektur Yamanashi
  - Nirasaki
  - Hokuto
  - Chūō
  - Kai
  - Hayakawa
  - Masuho
  - Shōwa
  - Ichikawamisato
- Präfektur Shizuoka
  - Shizuoka
- Präfektur Nagano
  - Ina

## Persönlichkeiten
- Kodai Yamauchi (* 1999), Fußballspieler